# Maladie des chaînes lourdes
Pour les articles homonymes, voir chaînes.
 Mise en garde médicale
La maladie des chaînes lourdes est une maladie sanguine rare atteignant les lymphocytes. Elle se manifeste entre autres par une sécrétion pathologique de chaînes lourdes d'immunoglobulines.
On distingue donc trois types de maladie, selon que les chaînes lourdes alpha, mu ou gamma sont touchées.

## Symptômes
- La maladie des chaînes alpha entraîne des diarrhées chroniques et une malabsorption digestive ; c'est une forme de la maladie immunoproliférative de l'intestin grêle (IPSID) ;
- La maladie des chaînes mu est caractérisée par un état proche de la leucémie lymphoïde chronique.
- La maladie des chaînes gamma entraîne une altération de l'état général avec fièvre, adénopathie et hépatosplénomégalie ; cette maladie est souvent associée à une maladie auto-immune.